# Delbrücker Sport-Club e.V.
Delbrücker Sport-Club e.V. é uma agremiação alemã, fundada em 1950, sediada em Delbrück, na Renânia do Norte-Vestfália.

## História

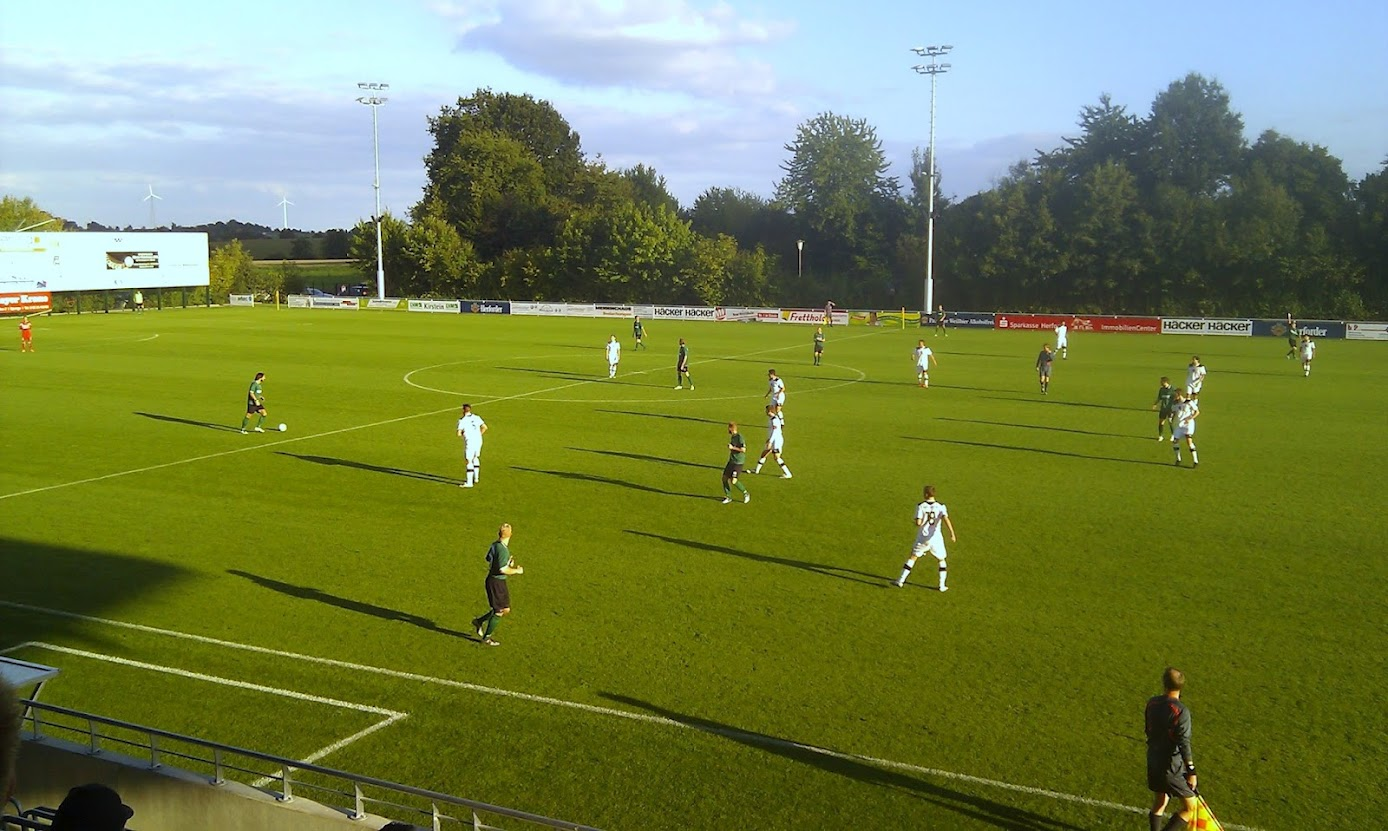
Delbrücker SC

As origens do clube remontam na fundação do time de futebol, DJK Delbrück, em 1920. Este, por sua vez, levou à formação do Ballverein Delbrück, em 1925, que atuou na Fußballverband Westdeutschen.
Após a Segunda Guerra Mundial, o clube voltou a jogar localmente com o elenco de jovens, desfrutando de algum sucesso, ao passar uma temporada invicto e conquistando o título da East Westphalian antes de perder a decisão por 2 a 1 na final geral regional. O BVD, após uma proibição de dois anos, por conta do jogo desleal e ataques a funcionários, voltou a jogar em 1950. O time foi dissolvido e tomou a denominação de Delbrücker SC. A equipe passou a jogar no circuito de segunda classe da cidade.
O DSC melhorou a tal ponto que fez aparições regulares na Landesliga (IV) durante os anos 1950 e início dos 1960, mas depois foi rebaixado para a Bezirksliga até se recuperar em meados dos anos 1970, voltando a Landesliga (V), conquistando seu título na temporada 1983-1984. Quatro anos mais tarde, o Delbrück novamente se viu na Bezirksliga (VIII), até a promoção. Mais uma vez venceu a Landesliga (VI), avançando a Verbandsliga Westfalen (V), em 2001, e, em seguida, à Oberliga Westfalen (IV), em 2005.
Em abril de 2006, o time conseguiu uma vitória por 1 a 0 sobre o VfB Fichte Bielefeld na semifinal da Copa da Westphalia. A sua primeira aparição na Copa da Alemanha, em setembro seguinte, na qual perderam por 4 a 2 para o SC Freiburg.

## Títulos
- Landesliga Westfalen Campeão: 2001;
- Verbandsliga Westfalen Campeão: 2005;